# Regne d'Hongria
|  | Per a altres significats, vegeu «Regne d'Hongria (1920–1946)». |

El Regne d'Hongria emergí l'any 1000, quan el Principat d'Hongria, fundat el 896, va ser reconegut com a regne. La forma de govern va ser canviada de monarquia a república breument el 1918, i de nou en el 1946, posant fi al regne i creant la República d'Hongria. Durant la major part de la seva història, va ser un estat d'una grandària considerable a l'Europa central, incloent-hi, a més de la pròpia Hongria i Transsilvània, Croàcia-Eslavònia i un territori conegut com la Frontera Militar.
El terme Regne d'Hongria s'usa per a referir-se a l'anteriorment citada duradora configuració multiètnica de territoris, amb l'objecte de marcar una clara distinció amb el modern estat d'Hongria, que és significativament més petit i més homogeni ètnicament. Abans i durant el segle xix, el terme hongarès feia ja referència a qualsevol habitant d'aquest estat, independentment de la seva ètnia.
Els termes en llatí natio Hungarica i Hungarus es referien a tots els nobles del regne. La consciència de Hungarus (lleialtat i patriotisme per sobre dels orígens ètnics) es va donar entre qualsevol habitant d'aquest estat, encara que d'acord amb el Tripartitum d'Esteve Werbőczy, Natio Hungarica o Hungarus van ser només els nobles privilegiats, subjectes de la Santa Corona, independentment del seu origen ètnic.
Els magiars tendeixen a emfasitzar la continuïtat de l'estat hongarès i consideren el Regne d'Hongria com una fase del seu desenvolupament històric. La idea de continuïtat es reflecteix en els símbols nacionals, així com en la commemoració oficial del mil·lenni d'història l'any 2000. D'acord amb el seu punt de vista, el Regne d'Hongria va ser en principi un país del poble magiar, encara que sense negar la presència i importància d'altres nacionalitats i molt menys a discriminar-les de cap manera.
El Regne d'Hongria va formar part juntament amb el Regne d'Anglaterra, el Regne de França, el Regne de Polònia, el Sacre Imperi Romanogermànic i el Regne d'Espanya, (el regne d'Espanya no existia a l'edat mitjana) de les potències europees durant la baixa edat mitjana i part de l'època moderna; molts d'aquests ja havien desaparegut en l'actualitat com a règims monàrquics.
Avui en dia, la diada del primer rei Esteve I (el 20 d'agost) és festa nacional a Hongria, en commemoració de la fundació de l'estat (Dia de la Fundació).

## Història

### Edat mitjana

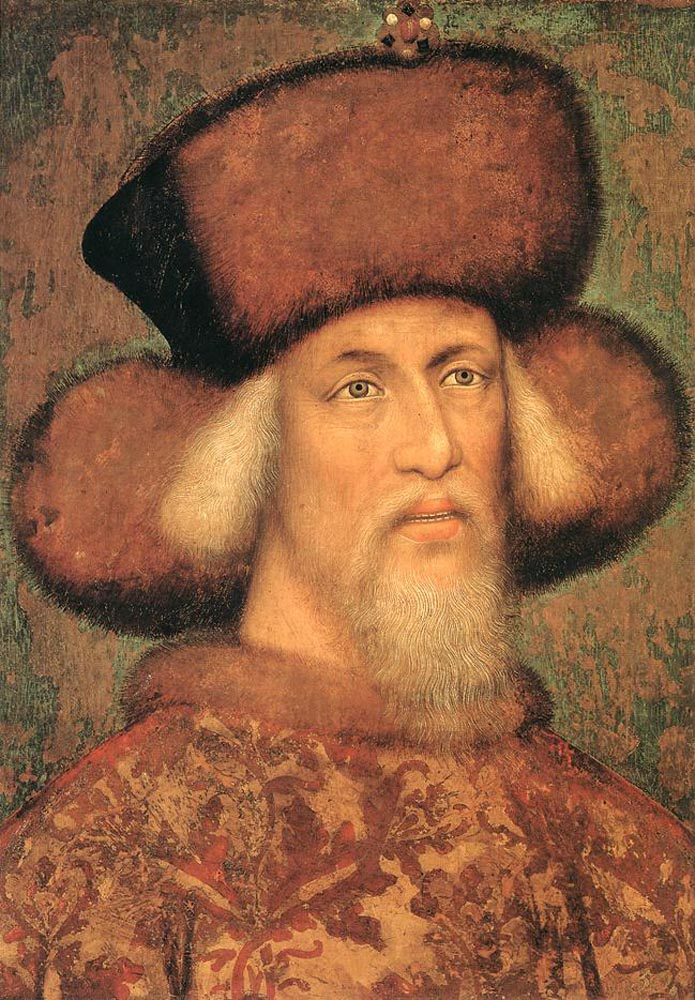
El rei Segimon d'Hongria

El Regne d'Hongria fou fundat el 1000 pel rei sant Esteve I d'Hongria, i tingué 57 reis al llarg de més d'un mil·lenni d'existència; va resistir els atacs de tribus bàrbares d'Orient, com els cumans i petxenegs, i foren expulsats pels reis Salomó d'Hongria, Géza I d'Hongria i sant Ladislau I d'Hongria. Després de la mort del rei croat el 1091, sant Ladislau s'annexionarà els territoris del Regne de Croàcia a Hongria, dissolent-los dins de les fronteres hongareses.
El Regne hongarès s'enfrontarà a l'Imperi Romà d'Orient en diverses oportunitats, mantenint guerres com la del rei Géza II d'Hongria entre 1148 i 1155; després, l'emperador Manuel I Comnè aconseguí estendre la seva influència sota el regnat de Béla III d'Hongria, fill de Géza II. Posteriorment, la debilitació romana d'Orient davant dels turcs generarà pèrdua d'interès a Hongria i haurà de concentrar en la seva pròpia defensa contra els exèrcits otomans.
Entre el 1217 i el 1221, va participar en la Cinquena Croada sota el rei Andreu II d'Hongria (pare de Violant d'Hongria, segona esposa de Jaume I), i el 1241 va patir la invasió dels mongols de Batu Khan, que van arrasar el territori hongarès. Els caps mongols tornen tots a l'Àsia central per elegir el seu successor. Això forçarà el rei Béla IV a reconstruir l'estat i a crear una línia de defensa de més de 100 castells al llarg del regne.
El 1301, va morir Andreu III d'Hongria, l'últim membre de la Casa d'Àrpad. Després d'un període caòtic de transició, el 1307 va pujar al poder Carles I Robert d'Hongria de la Casa d'Anjou-Sicília, besnet per línia materna d'Esteve V d'Hongria. El nou monarca va restablir el debilitat poder reial i va vèncer els cabdills nobles que cada vegada tenien més poder sobre Hongria. Després del seu llarg regnat, va ser succeït a la seva mort pel seu fill gran Lluís I, el 1342. En heretar el tron del seu oncle, el rei polonès, al final del seu regnat, Lluís I es va convertir també en rei de Polònia. Des del regnat de Lluís I el Gran, els hongaresos van lluitar contra els turcs otomans que realitzaven incursions invasives a Europa. Posteriorment, el rei Segimon d'Hongria després de la Pau de Torí de 1381 que tancava la Guerra de Chioggia entre la República de Gènova ni a la República de Venècia va consolidar la possessió hongaresa de Dalmàcia i va arribar a ser sobirà de Polònia, Bohèmia i del Sacre Imperi Romanogermànic, sent la figura més important a Europa del seu temps, enfrontant-se novament als turcs.

### Renaixement

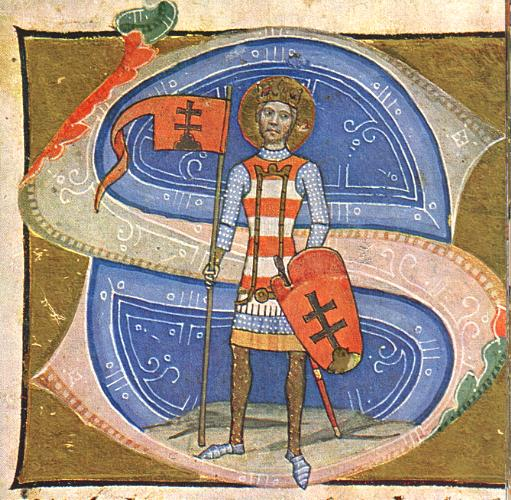
Esteve I d'Hongria

Sota el regnat de Maties Corví (1458-1490), Hongria va ser el primer regne a Europa a adoptar el Renaixement després d'Itàlia, i rebé un impuls cultural i tecnològic superior al de qualsevol altra nació europea en el seu temps. L'imperi otomà va voler aprofitar la feblesa hongaresa a la mort de Maties Corví en 1490, quan es va desfermar la Guerra de Successió Hongaresa, La noblesa croata va patir una forta derrota en la batalla del camp de Krbava en 1493 però l'Imperi Otomà no va tenir guanys territorials com a resultat de la victòria i la pau entre els regnes de Croàcia i Hongria i l'Imperi Otomà es va signar l'abril de 1495. Al voltant del 1526, després de la derrota en la Batalla de Mohacs, juntament amb la mort del rei Lluís II d'Hongria, el regne va caure en oblit i l'ocupació turca otomana va generar una constant situació de guerres i defenses de ciutats i fortaleses en el país fins al 1541, en què va caure la capital del regne, Buda. La Casa dels Habsburg va ocupar el tron hongarès després de la batalla de Mohács el 1526 de manera continuada fins al 1918 i també va tenir un paper clau en les guerres d'alliberament contra l'Imperi Otomà.
El Regne hongarès es va dividir en tres parts: l'una controlada pels Habsburg i el Sacre Imperi Romanogermànic, una altra com la vila de Buda, dominada per l'Imperi Otomà i una tercera independent, però vassalla dels otomans, coneguda com el Principat de Transsilvània. Aquesta situació continuarà fins al 1686, quan els exèrcits cristians aliats dels europeus van alliberar al regne de l'ocupació turca i aviat el van reunificar sota la figura de l'emperador germànic com el seu rei.

### Principat de Transsilvània
Després de la derrota soferta a Mohács el 1526, el comte Joan Zapolya, voivodat de Transsilvània, va ser coronat com a rei hongarès, i al mateix temps el noble Ferran I d'Habsburg, germà de l'emperador germànic, també es va fer coronar monarca d'Hongria. Els dos monarques van actuar com antireis per un temps fins a la mort de Szapolyai, quan Ferran va prendre el poder i a partir d'aquell moment només la Dinastia dels Habsburg ostentaria la corona del regne.
La regió de Transsilvània es va convertir amb el fill de Szapolyai, Joan Segismón Szapolyai, en el Principat de Transsilvània, i a partir d'aquest seguirà irradiant la cultura hongaresa enmig del caos politicoadministratiu. Alguns prínceps de Transsilvània van dur a terme guerres independentistes contra els Habsburg, amb l'objectiu de reunificar el Regne d'Hongria sota una figura hongaresa, però com a vassalls del soldà turc. Les guerres dels prínceps Esteve Bocskai i Gabriel Bethlen van resultar un fracàs i el regne va continuar pràcticament dividit fins al 1686, quan els exèrcits germànics de l'emperador Leopold I d'Habsburg van irrompre a Hongria i van expulsar els turcs otomans. El Principat de Transsilvània va ser dissolt tal com havia estat creat dins del Regne hongarès, i la figura del príncep hi va desaparèixer. però els turcs van conservar el punt estratègic de Temesvár, el rerepaís de Belgrad i posicions a Croàcia i Eslavònia;. Abans d'aquest procés, els dos últims prínceps de Transsilvània, Emeric Thököly i Francesc II Rákóczi, van fer guerres per obtenir la independència del poder dels Habsburg, però totes fracassaren com les dels seus predecessors.

### Hongria reunificada
El regne va ser reunificat sota la figura del monarca germànic, i aviat li va seguir un procés de reoccidentalització i germanització per l'emperador germànic i rei hongarès. Els seus descendents, la reina Maria Teresa I d'Àustria i el seu fill Josep II d'Habsburg, van intensificar aquest procés, mantenint molt a prop d'ells el regne i en moltes ocasions marginant els aristòcrates hongaresos. Després de la dissolució del Sacre Imperi Romanogermànic per Napoleó Bonaparte, iniciat el segle xix, va sorgir l'Imperi Austríac amb l'emperador Francesc I d'Àustria, que era al mateix temps també rei d'Hongria i de Bohèmia.

### Edat moderna
El 1848, s'hi va dur a terme una protesta que va culminar en una revolució hongaresa contra la monarquia austríaca. Aquesta va fallar igual que les anteriors guerres d'independència, però lentament va obrir pas a la formació de l'Imperi Austrohongarès, declarat el 1867, i en fou Francesc Josep I l'emperador.

### Edat contemporània

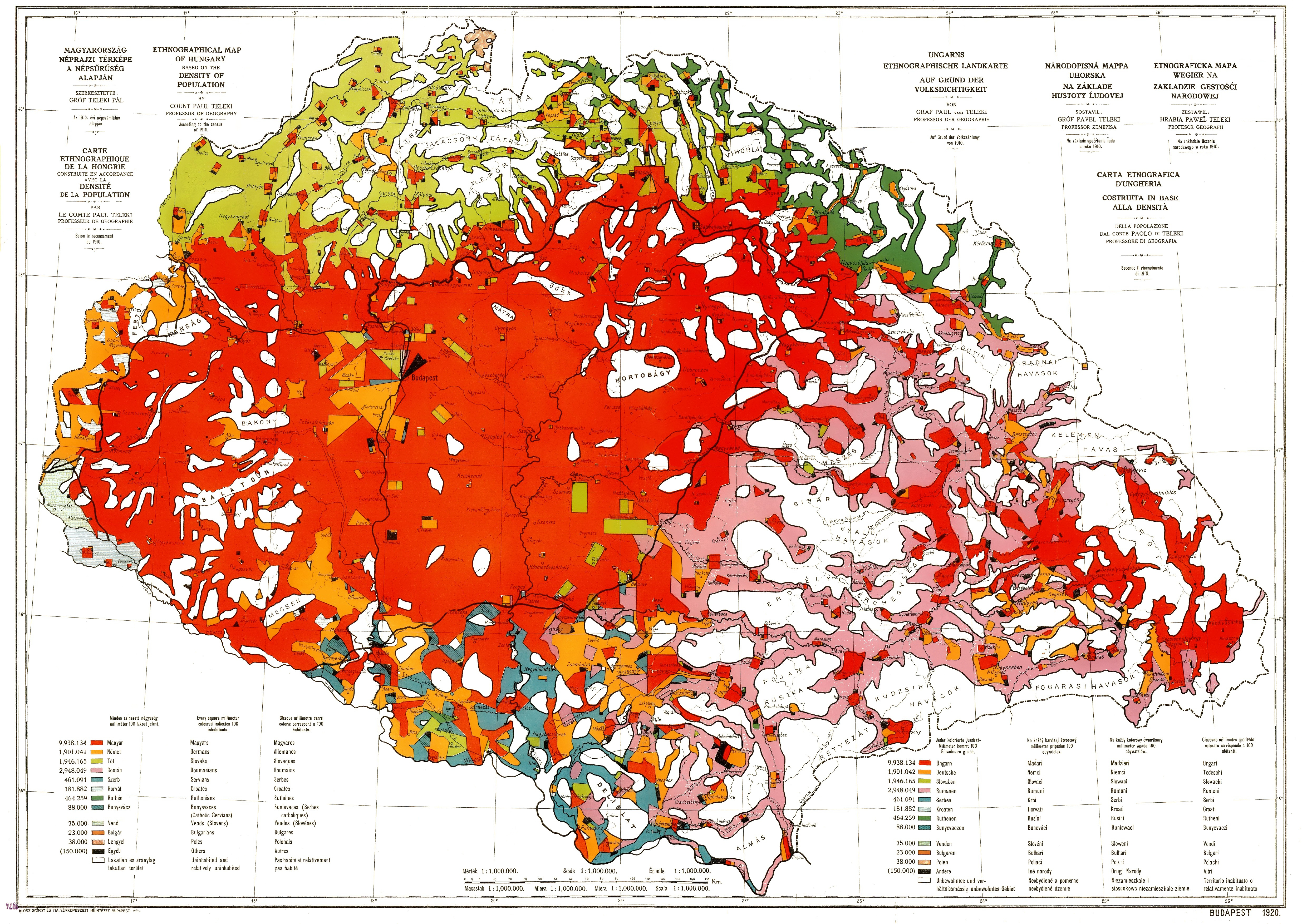
Mapa etnogràfic d'Hongria al 1910

El Regne hongarès va participar llavors en la Primera Guerra Mundial i, el 1920, després de la seva derrota a la guerra hungaroromanesa, se li va aplicar el tractat del Trianon, el qual va privar al regne del 70% del seu territori, i s'atorgà a Romania, Iugoslàvia i Txecoslovàquia, deixant així molts hongaresos com a minories als estats recentment formats.
La debilitació econòmica a Hongria entre les dues guerres va ser canalitzada i corregida pel regent Miklós Horthy, que va conduir el regne en la Segona Guerra Mundial al costat de les potències de l'Eix. El 1938, Hongria recupera el sur d'Eslovàquia com a part de l'acord de Múnic. Tot i que no era de postura pronazi, Horthy es va veure forçat a pactar la seva participació en la guerra i, posteriorment, a acceptar l'ocupació alemanya. El 1945, després de resultar victoriós el setge soviètic de Budapest, Hongria va passar a l'esfera d'influència soviètica i el regne va ser dissolt immediatament.